# Episodi di F.B.I. (settima stagione)
La settima stagione della serie televisiva F.B.I. è andata in onda negli Stati Uniti dal 12 settembre 1971 al 19 marzo 1972 sulla ABC.
| nº | Titolo originale        | Titolo italiano           | Prima TV USA      | Prima TV Italia |
| -- | ----------------------- | ------------------------- | ----------------- | --------------- |
| 1  | Death on Sunday         | Domenica di morte         | 12 settembre 1971 |                 |
| 2  | Recurring Nightmare     | La notte dell'incubo      | 19 settembre 1971 |                 |
| 3  | The Last Job            | L'ultimo colpo            | 26 settembre 1971 |                 |
| 4  | The Deadly Gift         | Voci dall'Aldilà          | 3 ottobre 1971    |                 |
| 5  | Dynasty of Hate         | La stirpe dei Faron       | 10 ottobre 1971   |                 |
| 6  | The Mastermind (1)      | Un colpo perfetto Parte 1 | 17 ottobre 1971   |                 |
| 7  | The Mastermind (2)      | Un colpo perfetto Parte 2 | 24 ottobre 1971   |                 |
| 8  | The Watch-Dog           | Il cane da guardia        | 31 ottobre 1971   |                 |
| 9  | The Game of Terror      | Il gioco del terrore      | 7 novembre 1971   |                 |
| 10 | End of a Hero           | Due ali per fuggire       | 21 novembre 1971  |                 |
| 11 | Superstition Rock       | Le rocce maledette        | 28 novembre 1971  |                 |
| 12 | The Minerva Tapes       | Il caso Minerva           | 5 dicembre 1971   |                 |
| 13 | Bitter Harbor           | Il prestito               | 12 dicembre 1971  |                 |
| 14 | The Recruiter           | Il rapitore innamorato    | 19 dicembre 1971  |                 |
| 15 | The Buyer               | Platino insanguinato      | 2 gennaio 1972    |                 |
| 16 | A Second Life           | Una seconda vita          | 9 gennaio 1972    |                 |
| 17 | The Break-Up            | Una coppia terribile      | 16 gennaio 1972   |                 |
| 18 | Judas Goat              | La capra di Juda          | 23 gennaio 1972   |                 |
| 19 | The Hunters             |                           | 30 gennaio 1972   |                 |
| 20 | Arrangement With Terror | Ricatto infame            | 6 febbraio 1972   |                 |
| 21 | The Set-Up              | Il piano                  | 13 febbraio 1972  |                 |
| 22 | The Test                | La prova                  | 20 febbraio 1972  |                 |
| 23 | The Corruptor           | Il corruttore             | 27 febbraio 1972  |                 |
| 24 | The Deadly Species      | Destino implacabile       | 5 marzo 1972      |                 |
| 25 | Dark Journey            | Una giornata nera         | 12 marzo 1972     |                 |
| 26 | Escape to Nowhere       | Miraggio di libertà       | 19 marzo 1972     |                 |

## Domenica di morte
- Titolo originale: Death on Sunday
- Diretto da: Virgil Vogel
- Scritto da: Mark Weingart

### Trama
A San Francisco, il giocatore di football professionistico Paul Talbot è l'obiettivo di una estorsione, ideata da un criminale che irrompe nella sua casa per dimostrare che è in grado di danneggiare la famiglia dell'atleta. L'FBI, sotto la supervisione di Erskine e Colby, è incaricato della sorveglianza mentre Talbot consegna i soldi dell'estorsione. Ma Talbot interrompe la sorveglianza del Bureau, prendendo a pugni il complice dell'estorsore. Il criminale giura così di uccidere Talbot mentre gioca alla partita di campionato.
- Guest star: Frank Converse (Paul Talbot), Stu Nahan (annunciatore), Linda Marsh (Elaine Talbot), Andrew Prine (Irwin Lynch), Lew Brown (S.A.C. Allen Bennett), Paul Bryar (proprietario garage), James Devine (Mr. Garson), Pamela Stratton (Joyce David), Jon White (defensive back), Jim Bocke (Jerry Parks), Mitchell Silberman (Kenneth Talbot), Ron McIver (agente), David Sharpe (agente), Solomon Sturges (Zach Parker)

## La notte dell'incubo
- Titolo originale: Recurring Nightmare
- Diretto da: Virgil Vogel
- Scritto da: Robert Lewin

### Trama
Una giovane donna, Wendy Rankin, viene rapita in Colorado. I suoi genitori adottivi, tuttavia, non sono ricchi, quindi non c'è un motivo evidente per l'FBI nelle sue indagini. Mentre Erskine e Colby procedono sul caso, emerge che il padre biologico della ragazza è stato coinvolto nel furto di 400.000 dollari. La vittima del rapimento aveva solo otto anni all'epoca dei fatti. Il trauma l'ha costretta a escludere i ricordi dell'accaduto. I rapitori la portano in una foresta nazionale nello Utah, cercando di farle ricordare dove sono nascosti i soldi.
- Guest star: Dennis Rucker (Jeff Adams), Nellie Burt (Mrs Mae Copeland), Belinda Montgomery (Wendy Rankin), Randi Procter (ragazza motociclista), Barbara Billingsley (Mrs. Rankin), Phil Chambers (Amos Reed), Frank Jamus (S.A.C. Denver), John Ward (Don Harper), Tim McIntire (Dale Fisher), Richard Derr (Ray Rankin), Kenneth Tobey (Carl Barstow), Ralph Meeker (Graham Newcomb)

## L'ultimo colpo
- Titolo originale: The Last Job
- Diretto da: Virgil Vogel
- Scritto da: Robert Heverley

### Trama
"Doc" Lacy, un criminale leggendario, è stato in carcere per 27 anni. Una banda organizza la sua fuga di Lacy da una fattoria della prigione della Louisiana. La banda vuole che Lacy pianifichi una rapina ai danni del libro paga dell'esercito da un milione di dollari nello stato di Washington. L'infermo Lacy, che ha un cuore debole, vuole vedere anche il figlio e la moglie che non vede da anni, prima della rapina. Erskine e Colby guidano la caccia all'uomo dell'FBI. Nonostante l'età avanzata, Lacy è piuttosto pericoloso e non ha paura di uccidere se deve farlo.
- Guest star: John McIntire (Michael 'Doc' Lacy), David S. Cass, Sr. (agente di polizia), Guy Stockwell (Jerry Rivers), David Canary (Eugene Bradshaw), Len Wayland (S.A.C. Jim Day), Mark Allen (Willis), Paul Sorenson (capo sicurezza), Tom Palmer (Michael Paree), Robert Patten (Al McClure), John S. Ragin (Gary Burgess), Joe E. Tata (Al Naylor), Jess Walton (Mary Douglas), Todd Martin (Mark Dorel), San Christopher (Woman Attendant), John Yates (S.A.C. Dan Riss), Nola Thorp (Nancy Burgess), Mia Bendixsen (Gayle Burgess), Jeanette Nolan (Helen Lacy)

## Voci dall'Aldilà
- Titolo originale: The Deadly Gift
- Diretto da: Philip Abbott
- Scritto da: Ben Masselink

### Trama
- Guest star: Fritz Weaver (Charles Ridgeway), Jerome Guardino (Joe Flores), Ed Begley, Jr. (Youngblood), Richard Rowley (cameriere), Dana Wynter (Carol Stanford), Scott Graham (Allen Forbes), John Lasell (Ed Wells), Paul Todd (S.A.C. Franklin Benton), Bart La Rue (Pete), Maurice Marsac (Frank Dalcour), Nora Marlowe (Miss Ashley), Joan Van Ark (Julie Rhodes), Bill Erwin (manager)

## La stirpe dei Faron
- Titolo originale: Dynasty of Hate
- Diretto da: Virgil Vogel
- Scritto da: Robert Heverley

### Trama
- Guest star: Wadsworth Taylor (dottore), Robert Palmer (Aaron Miller), L. Q. Jones (Al Tanner), Earl Holliman (Drake Faron), Dabbs Greer (Sal Cleary), Buck Young (S.A.C. Brockton), Danny Sue Nolan (infermiera), Ron Doyle (agente), Bryan Montgomery (Jimmy Faron), Allen Emerson (Driscoll), Jo Anne Meredith (Lorna Wymer), Henry Silva (Lee Chard)

## Un colpo perfetto Parte 1
- Titolo originale: The Mastermind (1)
- Diretto da: Virgil Vogel
- Scritto da: Robert Heverley

### Trama
- Guest star: Deana Martin (Debbie Breer), Robert G. Reece (Mover), Marianne McAndrew (Marian Breer), Clu Gulager (Lyle Chernik), Steve Ihnat (Howard Rademaker), Fred Holliday (Ted Ross), Bradford Dillman (Curtis Breer), Scott Marlowe (Clenard Massey), Joseph Mell (Janos), Jennifer Billingsley (Mavis Barrett), Virginia Vincent (Mrs. Rademaker), Robert Emhardt (Cyril Boyer), Laura Lacey (Sally Gaynor), Stephen Coit (Mr. King), Pat Patterson (Park Security Guard), Don Epperson (Sipermarket Manager), Cliff McDonald (agente speciale in Louisville), Matthew Knox (agente speciale a Louisville), Ryan MacDonald (Stuart Munday)

## Un colpo perfetto Parte 2
- Titolo originale: The Mastermind (2)
- Diretto da: Virgil Vogel
- Scritto da: Robert Heverley

### Trama
- Guest star: Tom Stewart (agente speciale), Jeanne Bates (Mrs. Cody), Clu Gulager (Lyle Chernik), Deana Martin (Debbie Breer), Bradford Dillman (Curtis Breer), Steve Ihnat (Howard Rademaker), Scott Marlowe (Clenard Massey), Robert Emhardt (Cyril Boyer), Laura Lacey (Sally Gaynor), Hoke Howell (sceriffo), Jack Edwards (Manager del clubhouse), Don Epperson (direttore supermarket), Marianne McAndrew (Marian Breer)

## Il cane da guardia
- Titolo originale: The Watch-Dog
- Diretto da: Allen Reisner
- Scritto da: Gerald Sanford

### Trama
A Boston, una rete di spie comuniste sta cercando i piani top secret di un appaltatore della difesa. Uno scienziato impiegato dall'azienda ha rubato parte dei piani per 5.000 dollari. Ma cerca di ricattare il leader del gruppo di spie per altri 5.000 dollari, per fornire i piani chiave del progetto. Luther Shawn, il leader del gruppo, capisce il suo bluff e lo fa aggredire dal sui Rottweiler, quasi uccidendo lo scienziato. L'uomo n. 2 della rete di spie ora tenta di sedurre un assistente che ha accesso ai piani. L'FBI, guidato da Erskine e Colby, viene assegnato al caso dopo che i messaggi di una nave comunista sono stati intercettati. Ma le informazioni del Bureau sono solo frammentarie. La domanda è se Erskine riuscirà a fermare il gruppo di spie. 
- Guest star: Read Morgan (Dan Nolan), John Kroger (S.A.C. Harper), Stuart Whitman (Damian Howards), Ray Kellogg (guardia), Sharon Acker (Kate Waller), Charles Knox Robinson (Keith McKay), Harlan Warde (dottor Keller), John Mayo (Cryptanalyst), Ivor Barry (Luther Shawn), Richard Bull (Ralph Kurland), Eric Christmas (Ted Shayon), Joan Delaney (Lindsey Waller)

## Il gioco del terrore
- Titolo originale: The Game of Terror
- Diretto da: Ralph Senensky
- Scritto da: Robert Malcolm Young

### Trama
In un collegio in Arizona, il figlio di un ricco uomo d'affari di Denver è diventato amico di altri due ragazzi. Ma questi, membri della squadra di sci di fondo della scuola, imprigionano il figlio dell'uomo d'affari in una camera sotterranea abbandonata che era stata usata per immagazzinare esplosivi. Erskine e Colby guidano le indagini dell'FBI. L'uomo d'affari di Denver, ignorando il consiglio del Bureau, decide di pagare il riscatto di 25.000 dollari. L'FBI inizia a mettere insieme i pezzi. Ma la camera sotterranea sta per essere sepolta nell'ambito di un progetto di costruzione. La domanda è se l'FBI può risolvere il caso in tempo.
- Guest star: Richard Thomas (John "Chill" Chilton), Rick Moses (Don), Gary Tigerman (George Kingerman), Jerry Houser (Bryan Welles), James Sikking (SRA Herbert Withers), Claudia Bryar (Mrs. Ryerson), Hal Riddle (Lab Expert), Frank Baxter (agente), Dabney Coleman (Jamison), Robyn Millan (Paula Ross), Joel Lawrence (Coach Stanley), William Bramley (caposquadra), Susan Davis (Mrs. Ross), Michele Nichols (Steffi Ross), Ron Stein (lavoratore), Alex Nicol (Wayne Kingerman)

## Due ali per fuggire
- Titolo originale: End of a Hero
- Diretto da: Ralph Senensky
- Scritto da: Ed Waters

### Trama
- Guest star: Richard Drasin (Norm), Jimmy Hayes (Ed Brockton), Kaz Garas (Del Keller), Jerry Taft (manager), Craig Guenther (Bill Munson), Lee Meriwether (Liz Paquette), James McCallion (Cy Remick), William Bryant (Raymond Tate), Tim Herbert (Ernie Maitland), Joseph Hindy (Victor Hines), Ed Nelson (Vincent Paquette)

## Le rocce maledette
- Titolo originale: Superstition Rock
- Diretto da: Seymour Robbie
- Scritto da: Mark Rodgers

### Trama
- Guest star: Richard Merrifield (sergente), Bard Stevens (Chris), Marj Dusay (Marilyn Wade), Lou Antonio (Arlen Parent), Robert Knapp (Lee Amboy), Douglas Henderson (Thurman), Garrison True (George Harris), Craig Guenther (SAC Allen Bennett), Wayne Rogers (Jim Wade), Dana Elcar (Ewing Carter), Colin Male (dottor Furness), Artie Spain (minatore), Michael Baseleon (William Blacklion)

## Il caso Minerva
- Titolo originale: The Minerva Tapes
- Diretto da: Michael O'Herlihy
- Scritto da: Warren Duff

### Trama
Un agente dormiente comunista a New York è stato appena attivato. Il dormiente è noto all'FBI e viene quindi sorvegliato. Ma poco dopo essere stato attivato, l'agente ha un attacco di cuore. Erskine va sotto copertura, assumendo l'identità dell'uomo. Il suo obiettivo è un agente noto come Minerva, che opera a Pittsburgh. Ma l'incarico è più rischioso del solito, in quanto è in corso una lotta per il potere tra le spie. Minerva ha infatti registrato una serie di nastri che crede saranno la sua "polizza assicurativa". Per Erskine e il Bureau, quei nastri sono un'opportunità.
- Guest star: Louis Jourdan (Henry Dulac), Paul Hahn (Transmitting Agent), David Birney (Michael Sander), Donald Harron (George Damien), Alex Gerry (generale), Erik Holland (Traub), Walter Brooke (Lucas Vale), Allyn Ann McLerie (Marie Vale), Don Spruance (Victor Teller), Richard Merrifield (F.B.I. Agent), Lynne Marta (Carol Dulac)

## Il prestito
- Titolo originale: Bitter Harbor
- Diretto da: Virgil Vogel
- Scritto da: Ron Bishop e Robert Heverley

### Trama
La mafia fa una mossa per infiltrarsi nelle flotte di pescatori sulla costa occidentale degli Stati Uniti. Erskine guida le indagini dell'FBI e l'agente speciale Colby va sotto copertura come pescatore. La mafia è arrivata a un leader rispettato tra i pescatori, convincendolo ad accettare un prestito prima di annullarlo. La vita di Colby sarà messa a repentaglio mentre le indagini del Bureau procedono.
- Guest star: James Luisi (Little Julio), Robert F. Hoy (Charlie Kale), Edith Diaz (Mary Lacone), Renata Vanni (Dora Lacone), Cameron Mitchell (John Norcross), Lawrence Montaigne (Arly Carter), Len Wayland (Tully Carlson), Lew Brown (SAC Allen Bennett), Nicholas Colasanto (Jumisino), Than Wyenn (Ernesto Salazar), John Davey (camionista), Fred Beir (Jack Mattis), Joseph Wiseman (Big Julio Lacone)

## Il rapitore innamorato
- Titolo originale: The Recruiter
- Diretto da: Virgil Vogel
- Scritto da: Robert C. Dennis e Mark Weingart

### Trama
- Guest star: William Swan (Glen Powell), Richard Eastham (Clayton McGregor), Monte Markham (James Devlin), Lynette Mettey (Donna), Dallas Mitchell (Alden Rice), William Sargent (Paul Lyme), Jessica Walter (Gillian Norbury), Arthur Franz (Neil Parsons), J. Duke Russo (Joe kreska), Jesse Vint (George Shawn), Florence Sundstrom (Landlady), John Lance (Vince LaTorra), Mike Stokey (Bud Browning), K. L. Smith (Popkin), Patricia Donahue (Vera Beckley)

## Platino insanguinato
- Titolo originale: The Buyer
- Diretto da: Carl Barth
- Scritto da: Ed Waters

### Trama
- Guest star: Mark Dana (Jud Hobey), Michael Vandever (George Dowd), David Hedison (Lou Forrester), Ric Mancini (Hank Lasko), Jim Raymond (S.A.C. Kirby Greene), Lew Brown (S.A.C. Allen Bennett), Hank Brandt (S.A.C. Bill Converse), Tim O'Connor (Maynard Gage), Leon Askin (Arbold Bebenek), Stefanie Powers (Connie Sherill)

## Una seconda vita
- Titolo originale: A Second Life
- Diretto da: Ralph Senensky
- Scritto da: Dick Nelson

### Trama
A Portland, un commissario cittadino attivamente coinvolto nella lotta alla criminalità organizzata rischia di morire in un tentativo di omicidio. Anche il sicario, Steve Chandler, rimane ferito e fugge in California. Attraversare il confine di Stato porta al coinvolgimento dell'FBI nel caso e le indagini dell'ufficio sono supervisionate da Erskine e Colby. Il sicario finisce a San Francisco, dove si innamora di una giovane donna incinta, Marcy. L'FBI sventa un secondo tentativo di omicidio del commissario. Ora, il primo sicario è a rischio di assassinio da parte della criminalità per non aver ucciso il commissario, e anche la sua ragazza è in pericolo.
- Guest star: Martin Sheen (Steve Chandler), Tony Colti (dottore), John Sylvester-White (Lee Thompson), Meg Foster (Marcy Brandon), Danny Sue Nolan (receptionist), Lew Brown (S.A.C. Allen Bennett), Phil Dean (agente speciale Jim Day), William Sylvester (Tom Barber), George Sawaya (Marty Greene), Lynn Wood (Ruth Michaels), Peggy Doyle (infermiera), Arlen Stuart (Portland Nurse), Frank Aletter (Warren Michaels), John Lawrence (Eddie Dowling), Zooey Hall (Bruno Reiker)

## Una coppia terribile
- Titolo originale: The Break-Up
- Diretto da: Virgil Vogel
- Scritto da: Ed Waters

### Trama
Una coppia sposata rapina una banca di 27.000 dollari a Norfolk, Virginia. Problema: hanno rubato banconote appena coniate non ancora messe in circolazione e facilmente rintracciabili. L'FBI, guidato da Erskine e Colby, è sul caso. La coppia si trasferisce per non fare rintracciare i soldi rubati. Ma tra i due c'è una spaccatura. La donna ha infatti sviluppato il gusto per la bella vita e vuole correre più rischi, spingendo suo marito a prendere parte a una rapina più grande.
- Guest star: Don Furneaux (Mr. Ames), Eric Sinclair (impiegato), Donna Mills (Bernice Rawson), Lauren Gilbert (Mrs. Bowen), Frank Jamus (agente speciale Dan Riss), Garrison True (agente), Jerry Ayres (Todd Rawson), Byron Mabe (Colin Stowe), Richard Roat (Marvin Grant), Colby Chester (Frank Marino), Brent Davis (Hewitt Wood), Corinne Conley (Miss T.), Fred Krone (Gil Arcaya), Carolyn Lee Eddy (Mrs. Eberle), Howard Curtis (agente di polizia), Charles Cioffi (Verne Dupre)

## La capra di Juda
- Titolo originale: Judas Goat
- Diretto da: Virgil Vogel
- Scritto da: Robert Malcolm Young

### Trama
- Guest star: Eugene Peterson (Stacy Bannister), Katherine Justice (Liz Carvellis), Rhill Rhaden (Sutter), Mike Lane (Mike Ribble), Linden Chiles (Paul Wadsworth), Richard O'Brien (Keno Donnelly), John Davidson (Tory Hughes), Ian Sander (Harper Moss)

## The Hunters
- Titolo originale: The Hunters
- Diretto da: Virgil Vogel
- Scritto da: Mark Rodgers

### Trama
- Guest star: Marian McCargo (Margaret Scott), Robert Mandan (William McGrath), Walter Burke (tassista), Sharon Ullrick (Karen Scott), Nan Martin (Marie), George Voskovec (George Havelik), Hurd Hatfield (Karole Schumann), Richard Kiley (Frederic Scott), Mark Roberts (Ernest Malloy)

## Ricatto infame
- Titolo originale: Arrangement with Terror
- Diretto da: Ralph Senensky
- Scritto da: Ed Waters

### Trama
- Guest star: Asa Maynor (Kathy Bransfield), Robert Dowdell (Dan Bransfield), C. Lindsay Workman (Ray Straub), Danny Keogh (Ron Soletta), Roger Perry (Jim Laner), Diana Hyland (Pat Laner), Austin Willis (Stuart), Reni Santoni (Eddie Locke), Robert Loggia (Phillip Derrane), Tony Cristino (Frank Rousselot)

## Il piano
- Titolo originale: The Set-Up
- Diretto da: Seymour Robbie
- Scritto da: Robert Heverley

### Trama
- Guest star: Burr deBenning (George Barrister), Robert Pine (Doug Waters), Jessica Tandy (Adryth Nolan), Gerald S. O'Loughlin (Larry Kulhane), Frank Marth (Bozo Trask), Sian Barbara Allen (Bridy Nolan), Brenda Dickson (Donna Archer)

## La prova
- Titolo originale: The Test
- Diretto da: Michael O'Herlihy
- Scritto da: Mark Weingart

### Trama
- Guest star: Robert Foxworth (Paul Hale), Harold Gould (George Hale), Barbara Babcock (Mary Hale), John Colicos (Logan), Jay Novello (Half and Half)

## Il corruttore
- Titolo originale: The Corruptor
- Diretto da: Virgil Vogel
- Scritto da: Robert Heverley

### Trama
- Guest star: Mark Travis (Grant Foster), Cliff McDonald (agente speciale Dan Riss), Ricky Kelman (George Arbor), Harry Lauter (sceriffo), Jason Wingreen (Dentist), James Nolan (New York State poliziotto), Herb Armstrong (Liquor Store Owner), Robert Gibbons (Julius Packer), Ed Deemer (vice), Robert Drivas (Dree Foster), Mark Hamill (Royal Shean), George Paulsin (Mickey Nabors), Roy Doyle (Scott Manning), Ed Hall (Bill Wemsley), Gloria Robertson (Woman Hostage), Al Checco (Ciner Manager), Pamela Susan Shoop (Muriel Davies)

## Destino implacabile
- Titolo originale: The Deadly Species
- Diretto da: Ralph Senensky
- Scritto da: Dick Nelson

### Trama
- Guest star: Tom Skerritt (Bill Leonard), Penny Fuller (Jean Scott), James Hampton (Claybourne), Eddie Quillan (Amos Wick), Milt Kamen (Jennings), Leif Garrett (Tommy)

## Una giornata nera
- Titolo originale: Dark Journey
- Diretto da: Philip Abbott
- Scritto da: Gerald Sanford

### Trama
- Guest star: William Schallert (Ed Crawford), Lindsay Wagner (Laurie Peale), Vic Tayback (Neil Parks), Scott Walker (Hank Yorkin), Claude Akins (Jason Peale), Jeff Pomerantz (Dave Franklyn)

## Miraggio di libertà
- Titolo originale: Escape to Nowhere
- Diretto da: Virgil Vogel
- Scritto da: Ed Waters

### Trama
- Guest star: Lee Montgomery, Lenore Kasdorf, John Vernon (Mike Durgom), Joseph V. Perry (Ray Lockhard), Ronald Feinberg (Buckfield), Diana Muldaur (Joan Forrestal), Gene Lyons (sconosciuto)